# Scott Jamieson
Scott Jamieson (* 13. Oktober 1988 in Auburn) ist ein australischer Fußballspieler.

## Karriere
Der Australier spielte in der Jugendmannschaft bzw. in der Reservemannschaft der Bolton Wanderers. Er kam 2005 zu den Trotters, zuvor spielte er bei Kings Langley und den Blacktown City Demons. Jamieson nahm an der U-17-WM 2005 in Peru teil und schied mit Australien in der Gruppenphase aus. Zwischen Juli 2008 und Juni 2010 spielte Jamieson bei Adelaide United, wo er mit guten Leistungen auf sich aufmerksam machte und in den Kader der australischen A-Mannschaft kam. Seit Sommer 2010 spielt er für den australischen Ligakonkurrenten Sydney FC.
Im Sommer 2012 wechselte er an die australische Westküste zu Perth Glory.
Er gab sein Debüt für Australien am 28. Januar 2009 gegen Indonesien in einem Qualifikationsspiel für die Asienmeisterschaft.